# Komlói Bányász Sport Klub
El Komlói Bányász Sport Klub és un club de futbol hongarès de la ciutat de Komló.

## Història
Komlói Bányász SK va ser fundat el 1922. Debutà a la primera divisió hongaresa la temporada 1957-58, en la que acabà tercer. El club va ser finalista de la Copa d'Hongria la temporada 1973-74.
Evolució del nom:
- 1922: Komló SC
- 1931: Komlói SE
- 1949: Komlói Tárna Sport Egyesület
- 1950: Komlói Szakszervezeti Sport Egyesület
- 1951: Komlói Bányász SK